# Чатгем (Мічиган)
Чатгем (англ. Chatham) — селище (англ. village) в США, в окрузі Алджер штату Мічиган. Населення — 193 особи (2020).

## Географія
Чатгем розташований за координатами 46°20′39″ пн. ш. 86°55′53″ зх. д. / 46.34417° пн. ш. 86.93139° зх. д. (46.344077, -86.931284).  За даними Бюро перепису населення США в 2010 році селище мало площу 6,35 км², уся площа — суходіл.

## Демографія
Згідно з переписом 2010 року, у селищі мешкало 220 осіб у 97 домогосподарствах у складі 61 родини. Густота населення становила 35 осіб/км².  Було 120 помешкань (19/км²).
Расовий склад населення:
| - 88,6 % — білих - 7,3 % — корінних американців - 0,9 % — чорних або афроамериканців |

До двох чи більше рас належало 3,2 %. Частка іспаномовних становила 0,0 % від усіх жителів.
За віковим діапазоном населення розподілялося таким чином: 26,4 % — особи молодші 18 років, 57,7 % — особи у віці 18—64 років, 15,9 % — особи у віці 65 років та старші. Медіана віку мешканця становила 44,3 року. На 100 осіб жіночої статі у селищі припадало 98,2 чоловіків;  на 100 жінок у віці від 18 років та старших — 88,4 чоловіків також старших 18 років.
Середній дохід на одне домашнє господарство  становив 43 397 доларів США (медіана — 32 188), а середній дохід на одну сім'ю — 58 537 доларів (медіана — 48 750). За межею бідності перебувало 34,3 % осіб, у тому числі 58,1 % дітей у віці до 18 років та 25,3 % осіб у віці 65 років та старших.
Цивільне працевлаштоване населення становило 50 осіб. Основні галузі зайнятості: публічна адміністрація — 14,0 %, транспорт — 10,0 %, оптова торгівля — 10,0 %.